# Kotasaurus
Kotasaurus yamanpalliensis
Genre
Espèce
Kotasaurus est un genre éteint de dinosaures ayant vécu en Inde au cours du Jurassique inférieur (étages Hettangien et Sinémurien), il y a environ entre 201 et 191 Ma (millions d'années).
C'est un sauropode basal et il partageait certaines similitudes avec les prosauropodes.
Une seule espèce est rattachée au genre : Kotasaurus yamanpalliensis.

## Description
Kotasaurus est l'un des sauropodes les plus basiques connus. Le plan général du corps était celui d'un sauropode typique, mais dans plusieurs caractéristiques basales (plésiomorphies) il ressemble aux prosauropodes. Comme tous les sauropodes, le Kotasaurus était un quadrupède obligatoire, alors que les prosauropodes étaient primitivement bipèdes. La longueur du corps est estimée à environ neuf mètres, pour un poids de 2,5 tonnes, et donc déjà comparable à celui des sauropodes ultérieurs. Le fémur était droit et de section ovale, ce qui signifie que les membres étaient déjà colonnaires. Les dents étaient en forme de cuillère, comme celles des sauropodes ultérieurs. Les caractéristiques basales, quant à elles, comprennent l'humérus relativement court et légèrement tordu, ainsi que la conservation d'un petit trochanter sur le fémur. Les épines neurales des vertèbres étaient construites simplement et leurs centres sont massifs, contrairement à ceux des Barapasaurus apparentés, qui montrent plus de creusement, fût-il sans pneumatisation, des côtés comme mesure d'économie de poids.
Les autapomorphies (caractéristiques nouvellement acquises) comprennent les os des membres relativement minces ainsi que le processus préacétabulaire bas et allongé (processus de l'ilium pointant vers l'avant).